# リースの拡張定理
数学におけるリースの拡張定理（リースのかくちょうていり、英: M. Riesz extension theorem）は、モーメント問題の研究の際にリース・マルツェルによって証明された定理である。

## 定理の内容
E を実ベクトル空間とし、F ⊂ E をその部分ベクトル空間とする。また K ⊂ E を凸錐とする。
線型汎函数 φ: F → R が K-正（K-positive）であるとは、錐 K 内のすべての点に対してそれが 0 以上の値を返すこと、すなわち、次を満たすことを言う：
{\displaystyle \phi (x)\geq 0\quad {\text{for}}\quad x\in F\cap K.}
線型汎函数 ψ: E → R が φ の K-正拡張（K-positive extension）であるとは、それが φ の定義域においては φ に等しく、錐 K 内のすべての点に対して 0 以上の値を返すこと、すなわち、次を満たすことを言う：
{\displaystyle \psi |_{F}=\phi \quad {\text{and}}\quad \psi (x)\geq 0\quad {\text{for}}\quad x\in K.}
一般に F 上の K-正線型汎函数は、E 上の K-正線型汎函数に拡張できるとは限らない。二次元の場合、そのような反例として、x-軸の負の開区間を除いた上半平面として K を取る場合が挙げられる。このとき F が実軸であるなら、正の線型汎函数 φ(x, 0) = x はその平面上の正の汎函数へ拡張することは出来ない。
しかし、次の仮定の下ではそのような拡張は存在する：すべての y ∈ E に対して、y − x ∈K を満たすある x∈F が存在する。すなわち、E = K + F である。

## 証明
超限帰納法により、dim E/F = 1 の場合のみを考えれば十分である。
ある y ∈ E/F を選ぶ。汎函数
{\displaystyle \psi |_{F}=\phi ,\quad \psi (y)=\sup \left\{\phi (x)\,\mid \,x\in F,\,y-x\in K\right\}}
を定め、線型性によって ψ を E へ拡張する。ψ は K-正であることを示す。
K 内のすべての点 z は、x ∈ F に対し、x + y あるいは x − y のいずれかの正の線型倍である。一つ目の場合、z = a(y + x) となるので、y− (−x) = z/a  は K に属するとともに −x  は  F  に属する。したがって
{\displaystyle \psi (y)\geq \psi (-x)=-\psi (x)}
となり、ψ(z) ≥ 0 である。二つ目の場合、z = a(x − y) なので、y = x − z/a となる。今、z1 = y − x1 ∈ K および ψ(x1) ≥ ψ(y) − ε を満たすものとして x1 ∈ F を定める。このとき
{\displaystyle \psi (x)-\psi (x_{1})=\psi (x-x_{1})=\psi (z_{1}+z/a)=\phi (z_{1}+z/a)\geq 0}
であり、したがって ψ(z) ≥ −a ε である。これは任意の ε > 0 に対して成立するため、ψ(z) ≥ 0 となる。

## 系：クレインの拡張定理
E を実線型空間とし、K ⊂ E を凸錐とする。R x + K = E を満たすものとして x ∈ E/(−K) を定める。このとき、ある K-正線型汎函数 φ: E → R が存在して φ(x) > 0 となる。

## ハーン＝バナッハの定理との関係
ハーン＝バナッハの定理は、リースの拡張定理より導出することが出来る。
V を線型空間とし、N を V 上の劣線型函数とする。φ は部分空間 U ⊂ V 上の汎函数で N によって支配されるもの、すなわち
{\displaystyle \phi (x)\leq N(x),\quad x\in U}
が成立するものとする。ハーン＝バナッハの定理では、この φ が N によって支配される V 上のある線型汎函数へ拡張できることが主張されている。
この事実をリースの拡張定理より導くために、凸錐 K ⊂ R×V を次のように定める。
{\displaystyle K=\left\{(a,x)\,\mid \,N(x)\leq a\right\}.}
R×U 上の汎函数 φ1 を次で定める。
{\displaystyle \phi _{1}(a,x)=a-\phi (x).}
φ1 は K-正であり、K + (R × U) = R × V となることが分かる。したがって φ1 は R×V 上の K-正汎函数 ψ1 に拡張することが出来る。このとき
{\displaystyle \psi (x)=-\psi _{1}(0,x)}
が求める φ の拡張である。実際、ψ(x) > N(x) であるなら (N(x), x) ∈ K が得られるが、これは
{\displaystyle \psi _{1}(N(x),x)=N(x)-\psi (x)<0}
となり、矛盾が生じる。